# Eve Online
Eve Online (gerne skrevet EVE Online) er et Massively Multiplayer Online Role Playing Game, i science fiction-genren. Spillere flyver rundt i rumskibe, som de kan ændre efter behov, med forskellige våben, skjolde og lignende. Spillet foregår i et utroligt stort univers kaldet New Eden. Universet indeholder over 5000 solsystemer. Man kan rejse fra et solsystem til et andet ved hjælp af "jumpgates", en opfindelse der er gjort i fremtiden, som nærmest "skyder" ens skib ind i et nyt solsystem og "wormholes" som leder til de mest ukendte dele af New Eden. De forskellige solsystemer kan indeholde mange forskellige ting, dog primært Planeter, måner, stationer samt astroidebælter.

## Generelt
Spillerne i Eve står for en hel del ting, mht. Gameplay, modsat mere lineære spil som World of Warcraft. Eve Online har meget fokus på de forskellige professioner, der holder spillets økonomi i gang, b.la Mining, der skaffer råmaterialerne til fremstillerne, der fremstiller ting til markedet, som andre spillere kan købe. Så godt som alt kan laves af spillere i eve online. Spillere kan frit vælge, hvilken vej de ønsker at gå under karakterskabelsen. De tre hovedveje er militær, handel og industri. Militær sætter fokus på PvP, samt PvE og henvender sig til spillere, som gerne vil i stjernekrig. Militærlinjen deles derefter op i to mindre, special force og soldier. Hvor soldier er specialiseret i "gammeldags" skudkrig, er special force specialiseret i drone-kamp samt elektronisk kamp. Militær-"linjen" vælges også af folk, som ønsker at være pirater og røve andre skibe. Handel er for dem, der ønsker at opbygge et firma og tjene penge. Handel deles også op i to linjer, handel og lederskab. Handelslinjen giver evner, der gør det nemmere at tjene penge via markedet. Lederskabslinjen lægger op til, at man skal være firmaleder eller i hvert fald have en central plads i et større firma. Endelig er der Industri, som er for dem, der vil producere og skaffe råstoffer. Den er ligeledes delt op i to, nemlig udvinderne og fremstillerne. Udvinderne eller minernes eneste opgave er at skaffe råstoffer ved at mine asteroider og sørge for at fragte råstofferne fra rummet til en station. Fremstillerne er specialiserede spillere, der har evnen til at producere hurtigt og effektivt. I eve online er det muligt at vælge om senere. Ens startsvalg giver en omkring 65.000 SP(Skill Points), der er placeret i de områder, man har valgt. Det er muligt for alle at træne alt. En handelsmand kan i løbet af spillet sagtens skifte over og blive pirat, hvis han ønsker det. Det vil blot koste penge og tage tid. Alle træningstider i eve online er angivet i real-time, dvs. en træning af en færdighed kan f.eks. vare 3 timer. Så tager det 3IRL timer, før pågældende skill er lært. Det skal dog siges, at disse skills også trænes, mens man er offline, så der er mulighed for at gå i gang med at træne og derefter logge ud.
I forhold til mange andre MMORG er det helt specielle ved Eve Online, at alt foregår på én server. Det betyder, at alle i praksis kan snakke med alle på serveren på en gang. Den nuværende rekord med flest spillere online på en gang ligger lige omkring 50.000. Udover den primære server – kaldet Tranquility – findes der desuden en testserver hvor CCP tester nyt indhold. Denne hedder Singularity.
Eve online er oprindeligt distribueret af SSI (Maj til December, 2003), men er derefter blevet opkøbt af det islandske firma CCP Games, der stadig udvikler og driver det.

## Historien
Baggrundshistorien i spillet er som følger:
For længe siden havde mennesket næsten opbrugt alle Jordens ressourcer og begyndte derefter at kolonisere resten af mælkevejen. Efterhånden udvidede menneskerne sig og bredte sig ud over det meste af galaksen. Resourcerne i galaksen blev omstridte, og der udbrød krig.
En dag blev et naturligt ormehul opdaget, en vej ind i en ny galakse. Ormehullet viste sig at være ustabilt, og derfor begyndte man konstruktionen af Eve Gate, en konstruktion der skulle gøre det muligt at rejse igennem ormehullet og komme ud på den anden side. Mange mennesker rejste igennem til den nye galakse, der blev kendt som "New Eden". Uheldigvis kollapsede ormehullet, og menneskene i New Eden var fanget. Uden kontakt til jorden, og uden særligt meget mad, m.m. sultede de millioner af mennesker, der var kommet igennem til New Eden. Kun fem kolonier menes at have overlevet. Disse fem udviklede samfund er de fem hovedracer i Eve Online: Amarr, Gallente, Minmatar, Caldari og Jove. Spillerne i Eve Online kan vælge imellem fire af disse Racer: Amarr, Gallente, Minmatar, Caldari. Disse giver alle forskellige stats som udgangspunkt for spilleren.